# Jūdan 2021
Il Jūdan 2021 è stata la cinquantanovesima edizione del torneo goistico giapponese Jūdan. Il torneo si disputa dal 6 febbraio 2020 al 28 aprile 2021, e ha visto la vittoria per 3-2 dello sfidante Kyo Kagen 8d sul detentore Shibano Toramaru; per Kyo si tratta del secondo titolo maggiore conquistato, dopo il Gosei del 2018.
La borsa per il vincitore è di 7.000.000 yen.
Il tempo a disposizione per ciascun goista è di 3 ore, più 5 byoyomi da 1 minuto; il komi è di 6,5. La finale è al meglio dei cinque incontri.

## Svolgimento

### Fase preliminare
La fase preliminare serve a determinare chi accede al torneo per la selezione dello sfidante. Consiste in due tornei preliminari iniziali (A e B), seguiti da un terzo torneo (C), i cui 16 vincitori sono qualificati al torneo per la determinazione dello sfidante.

## Determinazione dello sfidante
A questo hanno accesso i 16 vincitori del terzo torneo preliminare; hanno anche diritto di accesso i semifinalisti dell'edizione precedente, Iyama Yuta Kisei, Takao Shinji 9d, Murakawa Daisuke 9d e Onishi Ryuhei 7d, per un totale di 20 partecipanti.
|  | Primo turno        | Primo turno |  |  | Secondo turno         | Secondo turno |                     |              | Quarti di finale | Quarti di finale |  |  | Semifinale | Semifinale |  |  | Finale | Finale |
|  |                    |             |  |  |                       |               |                     |              |                  |                  |  |  |            |            |  |  |        |        |
|  |                    |             |  |  |                       |               |                     |              |                  |                  |  |  |            |            |  |  |        |        |
|  |                    |             |  |  | Hane Naoki 9d         |               |                     |              |                  |                  |  |  |            |            |  |  |        |        |
|  | O Meien 9d         |             |  |  | Kyo Kagen 8d          | N+R           |                     |              |                  |                  |  |  |            |            |  |  |        |        |
|  | Kyo Kagen 8d       | B+R         |  |  |                       |               |                     | Kyo Kagen 8d | N+R              |                  |  |  |            |            |  |  |        |        |
|  |                    |             |  |  | Iyama Yuta Kisei      |               |                     |              |                  |                  |  |  |            |            |  |  |        |        |
|  |                    |             |  |  | Ohashi Hirofumi 6d    |               |                     |              |                  |                  |  |  |            |            |  |  |        |        |
|  |                    |             |  |  | Iyama Yuta Kisei      | B+R           |                     |              |                  |                  |  |  |            |            |  |  |        |        |
|  |                    |             |  |  |                       |               |                     | Kyo Kagen 8d | N+R              |                  |  |  |            |            |  |  |        |        |
|  |                    |             |  |  | Cho U 9d              |               |                     |              |                  |                  |  |  |            |            |  |  |        |        |
|  |                    |             |  |  | So Yokoku 9d          |               |                     |              |                  |                  |  |  |            |            |  |  |        |        |
|  | Seto Taiki 8d      |             |  |  | Cho U 9d              | B+R           |                     |              |                  |                  |  |  |            |            |  |  |        |        |
|  | Cho U 9d           | B+R         |  |  |                       |               | Cho U 9d            | B+R          |                  |                  |  |  |            |            |  |  |        |        |
|  |                    |             |  |  | Takao Shinji 9d       |               |                     |              |                  |                  |  |  |            |            |  |  |        |        |
|  |                    |             |  |  | Ō Rissei 9d           |               |                     |              |                  |                  |  |  |            |            |  |  |        |        |
|  |                    |             |  |  | Takao Shinji 9d       | B+R           |                     |              |                  |                  |  |  |            |            |  |  |        |        |
|  |                    |             |  |  |                       |               |                     | Kyo Kagen 8d | N+R              |                  |  |  |            |            |  |  |        |        |
|  |                    |             |  |  | Yu Zhengqi 8d         |               |                     |              |                  |                  |  |  |            |            |  |  |        |        |
|  |                    |             |  |  | Ichiriki Ryo Gosei    |               |                     |              |                  |                  |  |  |            |            |  |  |        |        |
|  | Son Makoto 7d      |             |  |  | Yamashita Keigo 9d    | B+R           |                     |              |                  |                  |  |  |            |            |  |  |        |        |
|  | Yamashita Keigo 9d | N+4,5       |  |  |                       |               | Yamashita Keigo 9d  |              |                  |                  |  |  |            |            |  |  |        |        |
|  |                    |             |  |  | Murakawa Daisuke 9d   | N+1,5         |                     |              |                  |                  |  |  |            |            |  |  |        |        |
|  |                    |             |  |  | Fujita Akihiko 7d     |               |                     |              |                  |                  |  |  |            |            |  |  |        |        |
|  |                    |             |  |  | Murakawa Daisuke 9d   | B+R           |                     |              |                  |                  |  |  |            |            |  |  |        |        |
|  |                    |             |  |  |                       |               | Murakawa Daisuke 9d |              |                  |                  |  |  |            |            |  |  |        |        |
|  |                    |             |  |  | Yu Zhengqi 8d         | B+4,5         |                     |              |                  |                  |  |  |            |            |  |  |        |        |
|  |                    |             |  |  | Ida Atsushi 8d        |               |                     |              |                  |                  |  |  |            |            |  |  |        |        |
|  | Yu Zhengqi 8d      |             |  |  | Yu Zhengqi 8d         | B+R           |                     |              |                  |                  |  |  |            |            |  |  |        |        |
|  | Anzai Nobuaki 7d   | B+5,5       |  |  |                       |               | Yu Zhengqi 8d       | B+R          |                  |                  |  |  |            |            |  |  |        |        |
|  |                    |             |  |  | Onishi Ryuhei 7d      |               |                     |              |                  |                  |  |  |            |            |  |  |        |        |
|  |                    |             |  |  | Mizokami Tomochika 9d |               |                     |              |                  |                  |  |  |            |            |  |  |        |        |
|  |                    |             |  |  | Onishi Ryuhei 7d      | N+0,5         |                     |              |                  |                  |  |  |            |            |  |  |        |        |
|  |                    |             |  |  |                       |               |                     |              |                  |                  |  |  |            |            |  |  |        |        |

## Finale
La finale è una sfida al meglio delle cinque partite, e si sta disputando tra il campione in carica Shibano Toramaru Jūdan e lo sfidante Kyo Kagen 8d; per Shibano si tratta della seconda partecipazione, la prima difesa del titolo dopo la vittoria nell'edizione precedente, per Kyo si tratta della prima finale.